# NGC 1648
NGC 1648 est une petite galaxie lenticulaire située dans la constellation de l'Éridan. NGC 1648 a été découverte par l'astronome américain Lewis Swift en 1885.

## Caractéristiques
Sa vitesse par rapport au fond diffus cosmologique est de 4 684 ± 24 km/s, ce qui correspond à une distance de Hubble de 69,0 ± 4,9 Mpc (∼225 millions d'al).